# Shōji Shibata
Shōji Shibata (jap. 柴田 承二, Shibata Shōji; * 23. Oktober 1915 in der Präfektur Tokio; † 12. Juli 2016) war ein japanischer Biochemiker und Pharmazeut.

## Biografie
Shibata studierte Pharmazie an der Kaiserlichen Universität Tokio mit dem Bachelor-Abschluss 1938 und der Promotion 1944. Danach war er Assistenzprofessor und ab 1950 Professor am Pharmazeutischen Institut. 1976 wurde er emeritiert, war danach aber noch bis 1986 Professor an der Meiji-Hochschule für Pharmazie.
Shibata befasste sich mit der Biochemie des Stoffwechsels von Flechten und Pilzen, der Biosynthese von Naturstoffen und der Analyse der Wirkstoffe der traditionellen chinesischen Medizin.
1953/54 war er Gastwissenschaftler am London Institute for Hygiene and Tropical Medicine und 1968 Gastprofessor an der University of British Columbia. Er war Ehrenmitglied der American Pharmaceutical Association und der Japanischen Pharmazeutischen Gesellschaft sowie Mitglied der Leopoldina. 1989 erhielt er eine Ehrenprofessur der Chinesischen Akademie der Wissenschaften (Materia-Medica-Institut in Shanghai).
1972 erhielt er den Preis der Japanischen Akademie der Wissenschaften und 1987 den Verdienstorden der Aufgehenden Sonne 2. Klasse. 1997 erfolgte die Ernennung zur Person mit besonderen kulturellen Verdiensten.
Shōji Shibata war Sohn des Pharmazeuten Shibata Keita (1877–1946).

## Schriften
- mit Yasuhiko Asahina: Chemistry of Lichen Substances. Japan Society for the Promotion of Science 1954
- mit Shinsaku Natori, Shun-ichi Udagawa: List of fungal products. University of Tokyo Press 1964